# U.S. Route 5
Pour les articles homonymes, voir Route 5.
La U.S. Route 5 (US 5) est une US Route sud–nord passant par les états de la Nouvelle-Angleterre du Connecticut, du Massachusetts et du Vermont. Les villes importantes sur son trajet incluent New Haven, Connecticut; Hartford, Connecticut et Springfield, Massachusetts. Depuis Hartford vers le nord jusqu'à Saint-Johnsbury, Vermont, la route suit de près le fleuve Connecticut.
L'entièreté du tracé de la US 5 est à proximité de l'I-91. La US 5 sert désormais de route locale et alternative à l'I-91. Le terminus sud de la route est à New Haven, Connecticut, à la jonction avec l'I-91. Son terminus nord, quant à lui, est à Derby Line, Vermont, à la frontière canado-américaine, où la route continue au-delà du poste-frontière comme Route 143 à Stanstead.

## Description du tracé
|       | mi     | km     |
| ----- | ------ | ------ |
| CT    | 54,59  | 87,85  |
| MA    | 53,43  | 85,99  |
| VT    | 192,32 | 309,51 |
| Total | 300,34 | 483,35 |

La US 5 parcourt trois états: Connecticut, Massachusetts et Vermont, dernier état dans lequel plus de la moitié de la distance totale de la US 5 se trouve. Sur la quasi-totalité du tracé de la US 5, la route demeure entièrement séparée de l'I-91, laquelle l'a largement remplacée comme route de transit. Le seul multiplex existant entre ces deux routes se trouve à Springfield, Massachusetts, pour moins d'un demi-mile (0,8 km).

### Connecticut
La US 5 débute dans la ville de New Haven et se dirige vers le nord en traversant Hartford en direction du Massachusetts. Elle longe généralement l'I-91. De Meriden jusqu'à Wethersfield, elle forme un multiplex avec la Route 15 et est connue comme le Berlin Turnpike.
Après un échangeur avec l'I-91 à Hartford, la US 5 / Route 15 se traverse le fleuve Connecticut pour entrer à East Hartford. Elle passe par le centre-ville et forme un multiplex avec la US 44. Elles se séparent peu après et la US 5 continue vers South Windsor, East Windsor et Enfield. Elle quitte l'état peu après une intersection avec l'I-91, se dirigeant vers Longmeadow, Massachusetts, faisant partie de la zone métropolitaine de Springfield.

### Massachusetts

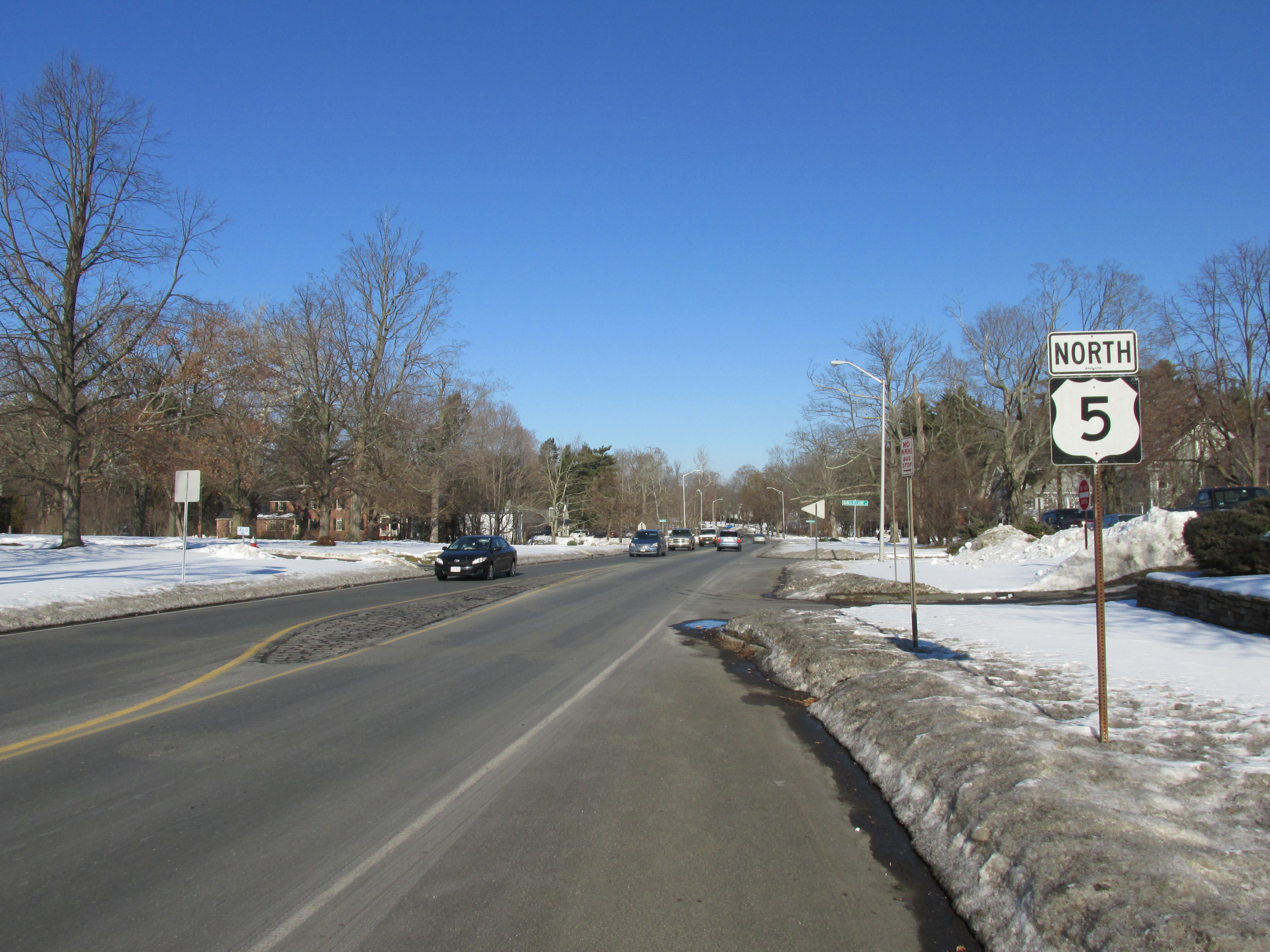
US 5 nord à Longmeadow

La US 5 demeure très proche du fleuve Connecticut. Elle entre dans l'état dans la ville de Longmeadow sur la rive est du fleuve et se dirige vers Springfield. À Springfield, la US 5 rencontre et forme un multiplex avec l'I-91 pour environ 0,5 miles (0,8 km). Elle quitte l'I-91 sur son propre tracé autoroutier pour traverser le fleuve. Elle entre alors à Agawam. Le segment autoroutier parcourt environ 3,3 miles (5,3 km) jusqu'à West Springfield. Entre Northampton et Bernardston, la US 5 forme un multiplex avec la Route 10 pour 26 miles (42 km). La US 5 passe par Holyoke, Hatfield, Whately, Deerfield et Greenfield. Tout comme au Connecticut, la US 5 possède plusieurs échangeurs avec l'I-91, laquelle lui est parallèle.

### Vermont
La US 5 suit le fleuve Connecticut depuis la frontière sud du Vermont et parcourt sa rive ouest jusqu'à ce qu'elle atteigne Saint-Johnsbury.
La US 5 entre dans l'état dans la ville de Guilford. Elle passe par les comtés de Windsor, Orange, Caledonia et Orleans. Près de Saint-Johnsbury, la US 5 continue vers le nord en suivant la vallée de la rivière Passumpsic jusqu'à Sheffield Heights. Après avoir traversé le secteur, elle longe plutôt la rivière Barton jusqu'à Orleans. Elle bifurque alors vers le nord-ouest et passe par Irasburg ainsi que Newport. La US 5 se termine à la frontière canadienne dans le village de Derby Line, où la route se poursuit comme Route 143 au Québec.
Comme au Connecticut et au Massachusetts, la US 5 compte plusieurs échangeurs avec l'I-91, avec un total de 22 jonctions sur les 192 miles (309 km) qu'elle parcourt au Vermont.

## Intersections majeures
Connecticut
 I-91 à New Haven
 I-91 à New Haven
 I-91 à New Haven
 I-691 à Meriden
 I-91 à Hartford
 I-84 / US 6 à East Hartford
 US 44 à East Hartford. Les routes forment un multiplex dans la ville.
 I-291 à South Windsor
 I-91 à East Windsor
 I-91 à Enfield
 I-91 à Enfield
Massachusetts
 I-91 à Springfield. Les routes forment un multiplex dans la ville.
 US 20 à West Springfield
 I-91 à West Springfield
 I-90 / I-91 à West Springfield
 US 202 à Holyoke
 I-91 à Northampton
 I-91 à Northampton
 I-91 à Northampton
 I-91 à Hatfield
 I-91 à Whately
 I-91 à Whately
Vermont
 I-91 à Brattleboro
 I-91 à Dummerston
 I-91 au sud-est de Springfield
 I-91 à Hartland
 I-91 à Hartford
 US 4 à White River Junction. Les routes forment un multiplex dans la ville.
 I-91 à Norwich
 US 302 à Newbury. Les routes forment un multiplex dans la ville.
 I-91 à Saint-Johnsbury
 US 2 à Saint-Johnsbury. Les routes forment un multiplex dans la ville.
 I-91 à Lyndon
 I-91 à Orleans
 I-91 à Derby
 Route 143 à la frontière canadienne à Derby Line